# 蕭大猷
萧大猷（1844年—1906年），字希鲁，一字省庐，晚号如园先生。湖南桃江县牛田镇萧家村人。晚清进士、诗人。

## 生平
萧大猷之父为副贡，略有家财。大猷自幼聪颖好学，同治三年（1864年）成诸生，就读于岳麓书院，与文廷式同学。光绪五年（1879年）中举人，光绪十六年（1890年）中式庚寅科二甲第一名进士。同年五月，著主事，分部学习，任兵部武选司主事。晚年在白鹿洞书院、醴陵渌江书院及沅水校经堂等处讲学。光绪三十二年（1906年）卒。
萧大猷交际广泛，好游历，工诗词，著作颇丰，有《天山南北考》、《续方舆经要》、《如园诗集》等。